# Alexander Wienerberger
Alexander Wienerberger (n. 8 decembrie 1891, Viena, Austro-Ungaria – d. 5 ianuarie 1955, Salzburg, Austria) a fost un inginer chimist evreu-austriac care a lucrat timp de 19 ani în companii chimice ale URSS. În timpul activității sale la Harkov, a creat o serie de fotografii Holodomor din 1932-1933 care oferă dovezi fotografice ale înfometării în masă a poporului ucrainean la vremea respectivă.

## Biografie
Alexander Wienerberger s-a născut la Viena într-o familie cu descendență mixtă. Deși tatăl său era evreu și mama sa cehă, Alexandru însuși s-a considerat austriac și ateu, potrivit fiicei sale. 
Din 1910 până în 1914, a studiat la Facultatea de Filosofie din cadrul Universității din Viena. 
În timpul Primului Război Mondial, a fost mobilizat pentru armata austro-ungară, a participat la bătălii împotriva armatei ruse și a fost capturat în 1915. 
În 1917, i s-a permis să se mute la Moscova, unde a fondat un laborator de chimie alături de prieteni. În toamna anului 1919, a încercat să fugă din Rusia sovietică în Austria cu documente falsificate în Estonia, dar în Pskov a fost arestat de CEKA și condamnat pentru „spionaj”. A petrecut o parte importantă din anii 1920 în închisoarea Lubianka din Moscova. În timpul închisorii, abilitățile sale de chimist au fost apreciate de guvernul sovietic, care a angajat prizonieri străini în producție. Wienerberger a fost numit inginer pentru producerea de vopsele și lacuri și mai târziu a lucrat în fabrici pentru producerea de explozibili. 
În 1927, căsătoria sa cu Josefine Rönimois a eșuat. Fosta soție a rămas în Estonia alături de fiica ei Annemarie și fiul ei Alexander (ulterior Annemarie s-a mutat în Austria). 
În 1928, Wienerberger și-a vizitat prima dată rudele la Viena după arestarea sa și s-a căsătorit cu Lilly Zimmermann, fiica unui producător din Schwechat. La întoarcerea la Moscova, au fost ridicate restricții, ceea ce i-a permis soției sale să se mute în Uniunea Sovietică. În 1931, soției sale i s-a permis să se întoarcă la Viena pentru o perioadă scurtă de timp, unde a născut-o pe fiica sa Margot. 
La începutul anilor 1930, familia Wienerberger locuia la Moscova, unde Alexander lucra într-o fabrică de produse chimice. În 1932, a fost transferat la Ljubutchany (regiunea Moscovei) ca director tehnic al unei fabrici de materiale plastice, iar în 1933 a fost transferat la Cracovia în aceeași funcție. 

### Dovezi fotografice despre foamete în 1932-1933

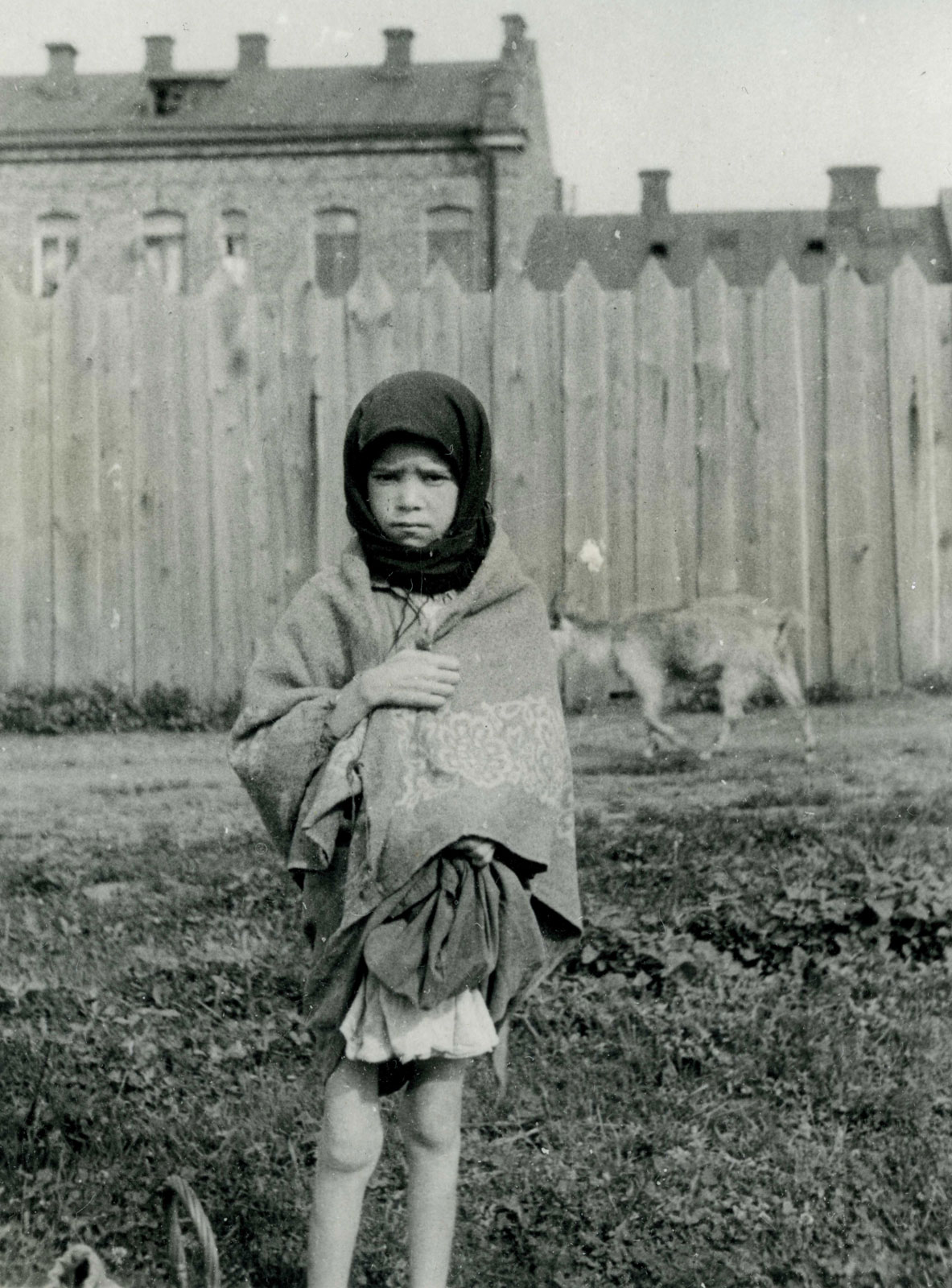
Fotografia unei fete flămânde de la Harkov este una dintre cele mai cunoscute fotografii ale Holodomorului (de Alexander Wienerberger).

Când Wienerberger locuia în Harkov, capitala SSR ucrainene la vremea respectivă, a fost martor la o foamete și a fotografiat scenele pe care le-a văzut pe străzile orașului, în ciuda arestării iminente a NKVD. 
În timpul șederii sale la Harkov, Alexander Wienerberger a făcut în secret aproximativ 100 de fotografii ale orașului în timpul foametei. Fotografiile sale arată rânduri de oameni flămânzi la cumpărături, copii flămânzi, cadavre moarte pe străzile Harkov și morminte în masă ale victimelor înfometării. Inginerul și-a creat fotografiile cu camera germană Leica, care probabil i-a fost transmisă de prieteni din străinătate. 
Wienerberger a mers în Austria în 1934 și, cu ajutorul Ambasadei Austriei, a trimis scrisori negative prin poșta diplomatică. Diplomaticii austrieci au insistat asupra unei astfel de precauții, deoarece o posibilă descoperire a fotografiilor de control la frontieră i-ar putea pune în pericol viața. La întoarcerea la Viena, Wienerberger a prezentat imaginile cardinalului Theodor Innitzer, care le-a prezentat secretarului general al Comitetului internațional pentru minorități naționale, Ewald Ammende, în Societatea Națiunilor. 
În 1934, Frontul Patriotic din Austria a publicat fotografiile lui Wienerberger într-o broșură mică intitulată "Rußland, wie es wirklich ist", fără a menționa autorul. 
Fotografiile lui Wienerberger au fost puse la dispoziția publicului pentru prima dată în 1935, datorită publicării în cartea „Muss Russland hungern?” (Ar trebui Rusia să moară de foame? ) de Ewald Ammende.  În publicație, autorul lui Wienerberger nu a fost menționat din motive de securitate. În 1939, Alexander Wienerberger a publicat în Austria propria sa carte comemorativă despre viața în Uniunea Sovietică, în care două capitole sunt dedicate Holodomorului.  Fotografiile au fost reproduse în memoriile sale publicate în 1942. 
În 1944, Wienerberger a ocupat funcția de ofițer de legătură al Armatei de Eliberare Ruse. După război a reușit să împiedice extrădarea trupelor sovietice: a intrat în zona americană de ocupație din Salzburg, unde a murit în 1955. 

Până în zilele noastre, fotografiile lui Wienerberger au fost republicate în multe alte lucrări și sunt afișate în mod privat la Muzeul canadian al drepturilor omului din Winnipeg. 

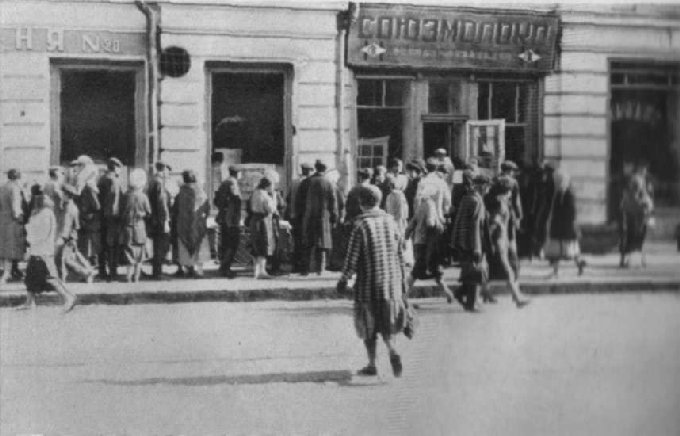
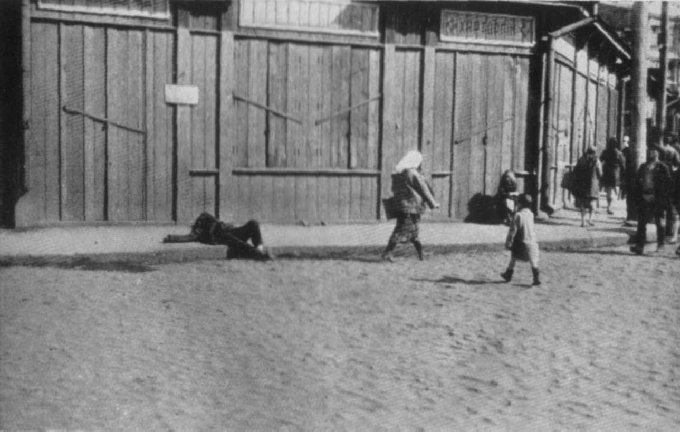
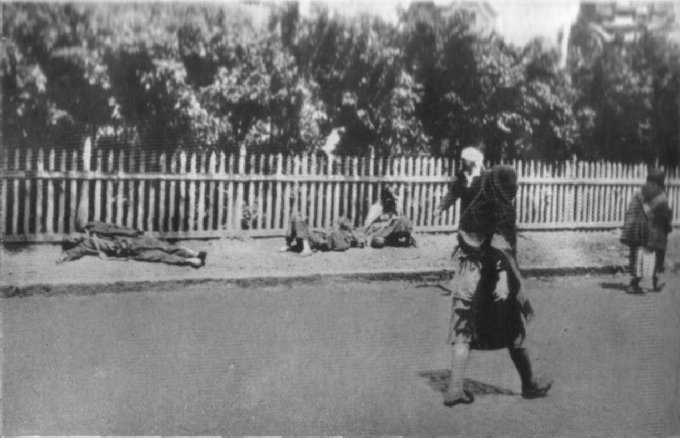
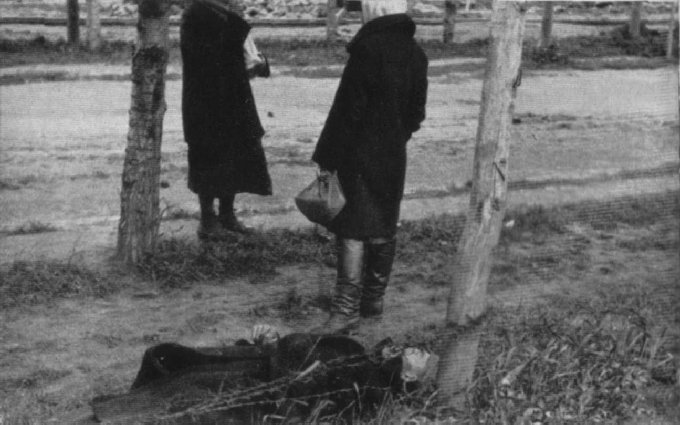
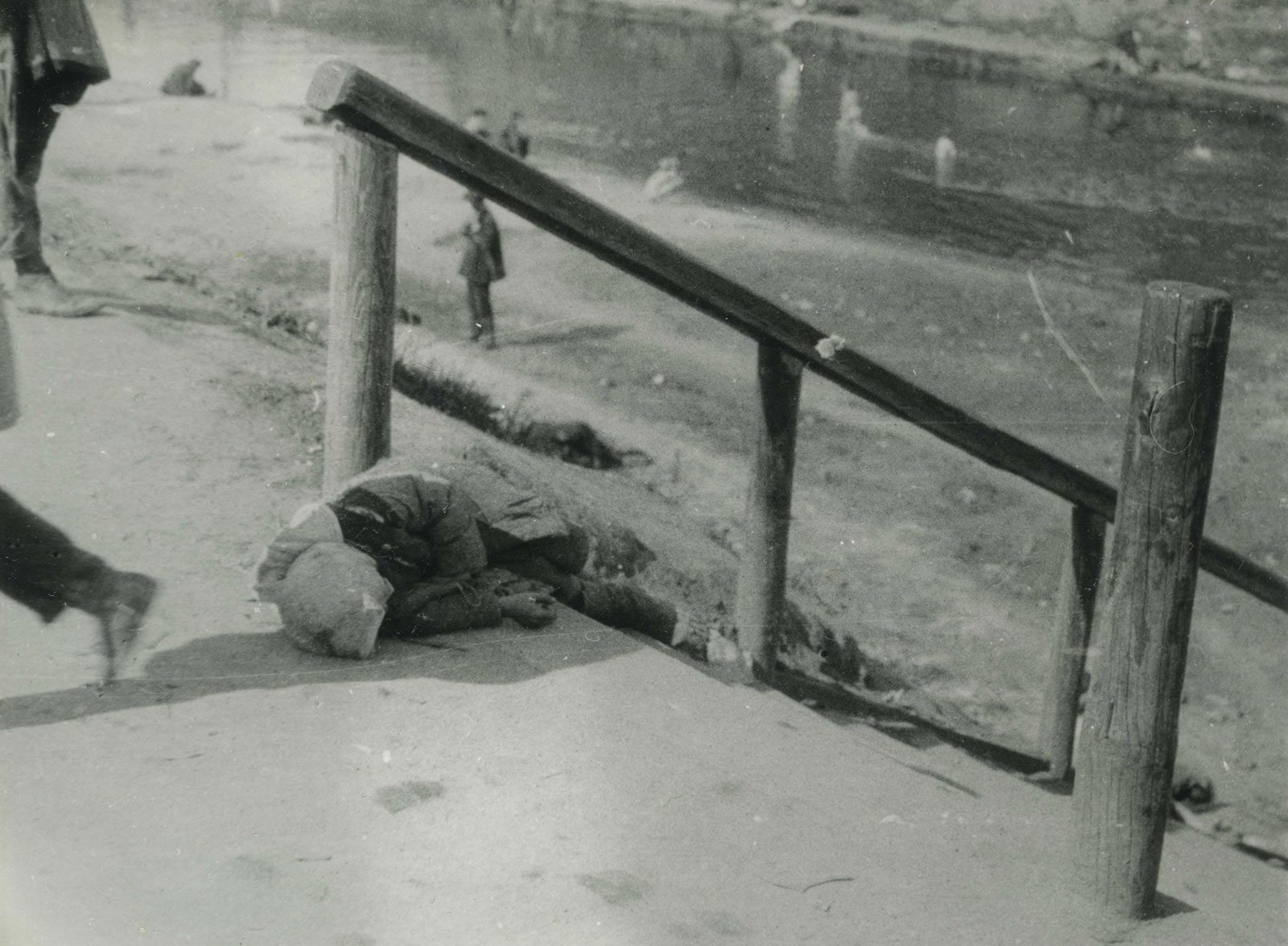
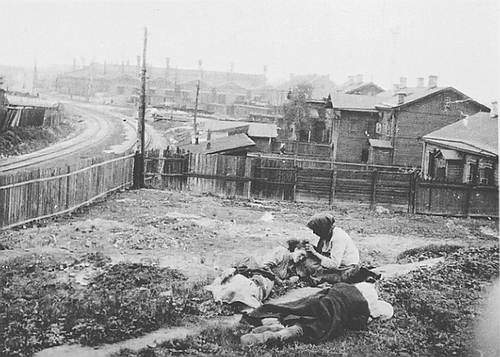
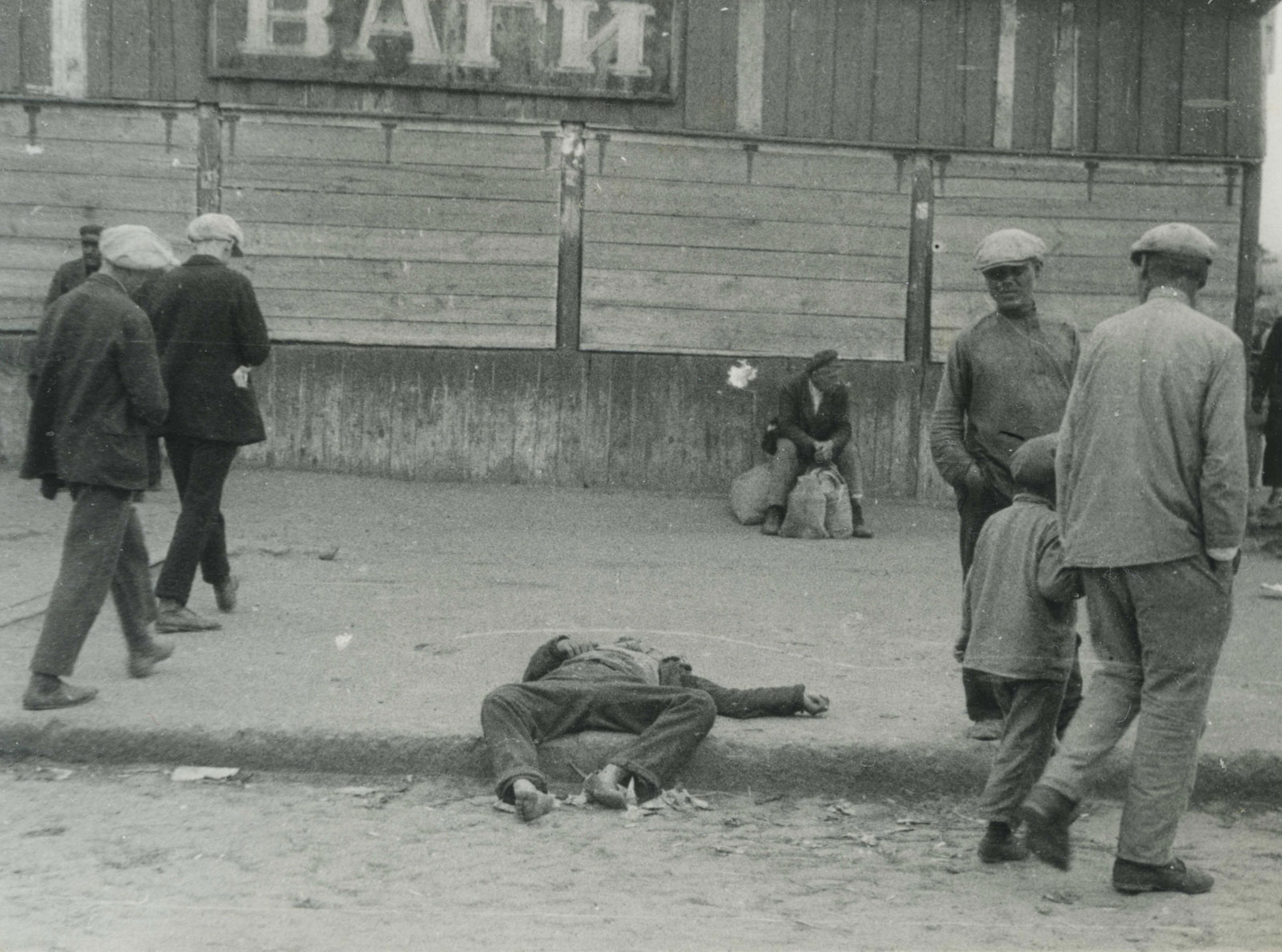
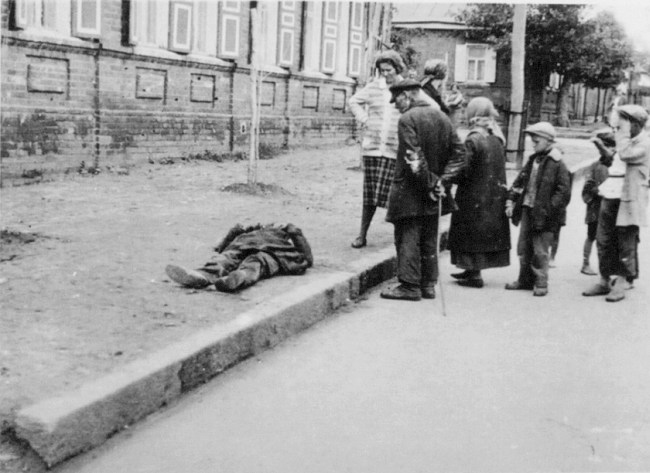
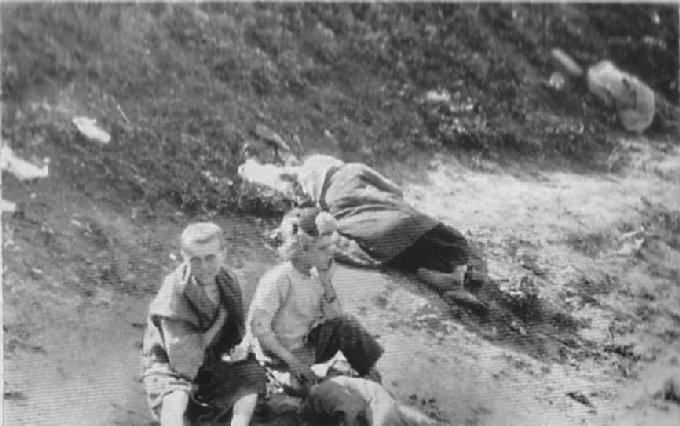
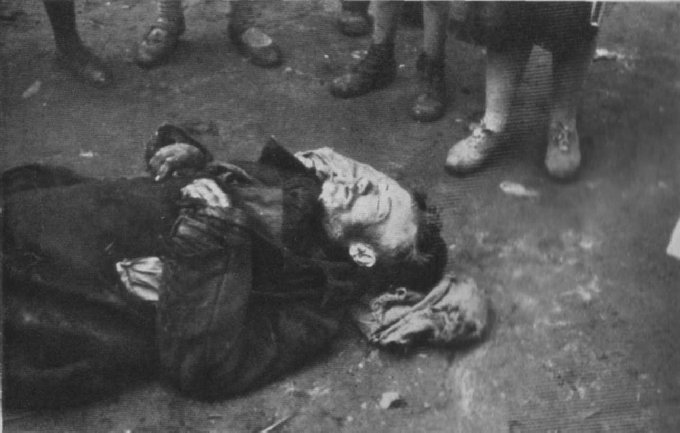

### În ucraineană
- Голодомор - Знімки австрійського фотографа, Arhivat în 24 ianuarie 2018, la Wayback Machine. МЗС України
- Александр Вінербергер у спогадах доньки. Національний музей Голодомору-геноциду
- : Був геноцид: сторія британської фотохудожниці сковать пам'ять про Голодомор BBC Україна
- Устріч з правнучкою інженера інее Національний музей Голодомору-геноциду
- Український Голодомор очима австрійця. Радіо «Свобода»
- Ди помирали просто în узбіччях - жахіття Голодомору очима австрійського інженера Вінерберґера. Gazeta.ua
- Ди Правди, кремлівська пропаганда і корисні ідіоти. Arhivat în 30 mai 2020, la Wayback Machine. Дзеркало тижня
- Невідомі фото Голодомору інженера Вінербергера. Радіо «Свобода»
- «Годували свиней трупами»: опубліковано невідомі раніше фото Голодомору. Obozrevatel
- Голодомор: унікальні фото від австрійського інженера. Ukrinform
- Іноземці про Голодомор: унікальні фото від австрійського інженера. Glavcom.ua

### În alte limbi
- Alexander Wienerberger: Amintiri ale fiicei sale [preluate la 20.10.2013].
- Alexander Wienerberger Istorie fotografice britanice
- https://www.rferl.org/a/holodomor-ukraine/25174454.html
- Josef Vogl. Alexander Wienerberger   - fotograf Holodomor. În: Arhiva de documentare a rezistenței austriece (ed. ), Images Enemy, Viena 2015 (= Anuar 2015), pp. 259-272
- Никальные фото Голодомора din Украине: их тайком снял Александр Винербергер
- «Рискуя попасть в застенки НКВД, мой прадед фотографиравал жертв Голодомора»